# Ascoconidium castaneae
Ascoconidium castaneae är en svampart som beskrevs av Seaver 1942. Ascoconidium castaneae ingår i släktet Ascoconidium och familjen Helotiaceae.   Inga underarter finns listade i Catalogue of Life.